# Rockies Express
Rockies Express — газопровід, що прокладений у широтному напрямку між штатами Колорадо та Вайомінг на заході і Огайо на сході.
Система, введена в дію у 2009 році, призначалась для транспортування природного газу, видобутого в басейнах Скелястих гір, через штати Середнього Заходу — Небраску, Канзас, Міссурі, Іллійнойс, Індіану, Огайо. Її загальна довжина становить 1698 миль, пропускна здатність до 18,5 млрд м3 на рік.
На початковому етапі дві гілки з'єднують газові хаби Мікер (Колорадо) та Опал (Вайомінг) зі ще одним центром газової промисловості Wamsutter, від якого починається маршрут до Шаєнн (так само Вайомінг) і далі на схід. Зазначені хаби обслуговують басейни Piceance (Мікер), Грейт Грін Рівер (Опал та Wamsutter) та північно-західний кут сланцевої формації Ніобрара (Шаєнн). Можливо відмітити, що система Rockies Express не єдина, що зв'язує ці пункти — передачу ресурсу між ними також забезпечують трубопровідні мережі Wyoming Interstate Company та Colorado Interstate Gas, а видача продукції окрім сходу відбувається також на захід (газопровід Ruby), південний захід (Kern River) та південь (TransColorado Gas Transmission).
У вихідному районі Rockies Express діаметр труб становить 900 мм, тоді як основна частина виконана в діаметрі 1050 мм. У східній частині на ділянці між округом Audrain в Міссурі та Кларінгтоном в Огайо наявні 13 перемичок, що дають доступ до 19 газопроводів, як прокладених між штатами, так і внутрішніх ліній. В 2011 році через спорудження газопроводу Time III/Temax довжиною 60 миль було утворене з'єднання з Texas Eastern Transmission у Пенсільванії, яке могло подавати до цієї системи 4,5 млрд м3 на рік.
Внаслідок «сланцевої революції», що розпочалась в США у 2000-х роках, поступово зник попит на транспортування газу до кінцевої точки в Огайо. Більше того, видобуток з формацій Утіка та Марцеллус дозволив розпочати поставки звідси в інші регіони. З цією метою у східній частині трубопроводу Rockies Express в 2015 році організували реверсний рух, що дозволило зокрема постачати блакитне паливо з Аппалачів до району Чикаго та Детройта. Крім того, вже за рік пропускну здатність даної ділянки збільшили до понад 26 млрд м3 на рік. Для збільшення потужності спорудили додаткові компресорні станції в Columbus (округ Pickaway, Огайо) та St. Paul (округ Decatur County, Індіана), а також розширили станцію в Chandlersville (Muskingum, Огайо).